# Championnat de Slovaquie de hockey sur glace
L'Extraliga est le nom de la ligue élite de hockey sur glace en Slovaquie.

## Historique

Ancien logo de la ligue

Le premier championnat slovaque s'est tenu en 1939. À la suite des Accords de Munich la Tchécoslovaquie est dissoute : la Tchéquie devient un protectorat du Reich allemand et la Slovaquie devient un État indépendant. En 1939, des championnats régionaux se jouent et en 1940, un championnat national voit la victoire du VŠ Bratislava. Après la guerre, la Tchécoslovaquie est reconstituée ainsi que son championnat de hockey.
L'Extraliga, le championnat actuel, existe depuis 1993 - elle tire ses racines de l'ancienne Extraliga tchécoslovaque qui fut dissoute après la scission du pays en deux parties, soit la Slovaquie et la République tchèque. Le nom de la ligue est louable par les sponsors et varie donc fréquemment, les différents noms portés par la ligue sont les suivants :
- West Extraliga,
- Boss Extraliga,
- ST Extraliga,
- T-com Extraliga,
- Slovnaft Extraliga,
- Tipsport Extraliga.

## Organisation
Le championnat est disputé par onze équipes et les huit premières disputent des séries éliminatoires. Selon les clubs, l'équipe utilise le sigle HC pour Hockey Club, comme le HC Košice, ou HK pour Hokejový klub comme le HK 36 Skalica.

### Saison 2023-2024
| \| Banská Bystrica Bratislava Humenné Košice Liptovský Mikuláš Michalovce Nitra Nové Zámky Poprad Spišská Nová Ves Trenčín Zvolen \| Localisation des clubs engagés dans le championnat. |
| Banská Bystrica Bratislava Humenné Košice Liptovský Mikuláš Michalovce Nitra Nové Zámky Poprad Spišská Nová Ves Trenčín Zvolen                                                           |

| Équipe                     | Ville             | Patinoire                     | Capacité |
| -------------------------- | ----------------- | ----------------------------- | -------- |
| HC ’05 Banská Bystrica     | Banská Bystrica   | Zimný štadión Banská Bystrica | 3 000    |
| HC Slovan Bratislava       | Bratislava        | Zimný štadión Ondreja Nepelu  | 10 100   |
| HC 19 Humenné              | Humenné           | Zimný štadión Humenné         | 4 500    |
| HC Košice                  | Košice            | Steel Aréna                   | 8 347    |
| MHk 32 Liptovský Mikuláš   | Liptovský Mikuláš | Litovsky Mikulaš Zimny Arena  | 3 680    |
| HK Dukla Ingema Michalovce | Michalovce        | Zimný štadión Michalovce      | 4 000    |
| HK Nitra                   | Nitra             | Nitra Aréna                   | 3 600    |
| HC Mikron Nové Zámky       | Nové Zámky        | Zimný Štadión Nové Zámky      | 3 500    |
| HK Poprad                  | Poprad            | Zimný štadión mesta Poprad    | 4 500    |
| HK Spišská Nová Ves        | Spišská Nová Ves  | Zimný Spišská Nová Ves        | 5 503    |
| HK Dukla Trenčín           | Trenčín           | Zimný štadión Pavla Demitru   | 6 150    |
| HKm Zvolen                 | Zvolen            | Zimný štadión Zvolen          | 7 021    |

## Palmarès

### Slovenská liga
- 1940 : VŠ Bratislava (1)
- 1941 : ŠK Bratislava
- 1994 : ŠK Bratislava (2)
- 1994 : OAP Bratislava
- 1944 : OAP Bratislava (2)

### Extraliga
- 1994 : HC Dukla Trenčín
- 1995 : HC Košice
- 1996 : HC Košice
- 1997 : HC Dukla Trenčín
- 1998 : HC Slovan Bratislava
- 1999 : HC Košice
- 2000 : HC Slovan Bratislava
- 2001 : HKm Zvolen
- 2002 : HC Slovan Bratislava
- 2003 : HC Slovan Bratislava
- 2004 : HC Dukla Trenčín (3)
- 2005 : HC Slovan Bratislava
- 2006 : MsHK Žilina (1)
- 2007 : HC Slovan Bratislava
- 2008 : HC Slovan Bratislava
- 2009 : HC Košice
- 2010 : HC Košice
- 2011 : HC Košice
- 2012 : HC Slovan Bratislava
- 2013 : HKm Zvolen
- 2014 : HC Košice
- 2015 : HC Košice
- 2016 : HK Nitra (1)
- 2017 : HC´05 iClinic Banská Bystrica
- 2018 : HC´05 iClinic Banská Bystrica
- 2019 : HC´05 iClinic Banská Bystrica (3)
- 2020 : Annulée en raison de la pandémie de Covid-19
- 2021 : HKm Zvolen (3)
- 2022 : HC Slovan Bratislava (9)
- 2023 : HC Košice (9)